# Aeroporto de Frankfurt-Hahn
O Aeroporto de Frankfurt-Hahn (IATA: HHN, ICAO: EDFH) é um aeroporto regional em Renânia-Palatinado na Alemanha. Apesar do nome, o aeroporto é praticamente equidistante entre Frankfurt am Main e Luxemburgo, cerca de 125 quilômetros para cada cidade por estrada.  
O aeroporto foi convertido em 1993 de uso militar da Força Aérea dos Estados Unidos para um aeroporto civil. É o 3° maior aeroporto de cargas na Alemanha. Ao mesmo tempo, Frankfurt-Hahn um dos poucos aeroportos internacionais na Alemanha com um pleno funcionamento de 24 horas. A maioria das operações são realizadas pelas companhias aéreas de baixo custo irlandesa Ryanair, Wizz Air da Hungria e da turca SunExpress. Cerca de 2,5 milhões de passageiros passaram pelo aeroporto em 2014, sendo Frankfurt-Hahn o 10° maior aeroporto alemão de passageiros. O modelo de negócio está em dois pilares fortes, passageiros e frete aéreo.
O aeroporto ofereceo um serviço de transporte para alcançar todas as principais cidades da região, como Frankfurt am Main (1 h 35 min), Koblenz, Saarbrücken, Karlsruhe e Luxemburgo (1 h 50 min).

## Ligações externos
- Pagina principal do aeroporto Franfurt-Hahn (inglês/alemão/francês)